# Арбуга
Арбуга (на шведски: Arboga) е град в централна Швеция, лен Вестманланд. Главен административен център на едноименната община Арбуга. Разположен е около река Арбугаон. Намира се на около 200 km на запад от столицата Стокхолм и на около 60 km на югозапад от Вестерос. Основан е през 12 век. Получава статут на град през 1435 г. Има жп гара и летище. Населението на града е 10 330 жители според данни от преброяването през 2010 г.